# داکی
داکی (به لاتین: Daki) یک منطقهٔ مسکونی در افغانستان است که در ولایت بامیان واقع شده‌است.